# 리준
리준(1976년 ~ )은 대한민국의 영화 배우이다.

## 출연
- 2003년 : 《청풍명월》... 청풍명월 부대원 역
- 2003년 : 《튜브》... 면도날 똘마니 역
- 2003년 : 《블루》... 이벤트 단장 역
- 2002년 : 《굳세어라 금순아》... 크라운파 어깨 2 역
- 2002년 : 《울랄라 씨스터즈》... 사채 꼬봉 역